# أسفل فلحة (حبيل جبر)

تعديل مصدري - تعديل

اسفل فلحة هي إحدى قرى عزلة حبيل جبر بمديرية حبيل جبر التابعة لمحافظة لحج، بلغ تعداد سكانها 5 نسمة حسب تعداد اليمن لعام 2004.